# Васил Ишков
Васил Козмов Ишков (на английски: Vasil Kozma Eshcoff) е български емигрантски общественик, втори президент на МПО в САЩ и Канада.

## Биография
Васил Ишков е роден в 1882 година в костурското село Вишени, тогава в Османската империя. През 1910 година емигрира във Форт Уейн, Индиана, САЩ. Включва се в работата на тамошното македоно-българско дружество. На втория конгрес на МПО състоял се в Индианаполис в началото на септември 1923 година е избран за президент на организацията. В управителното тяло влизат още Атанас Лебамов - вицепрезидент, Майк Козма – ковчежник, Михаил Николов – секретар, Павел Ангелов от Чикаго – съветник. В качеството си на председател Васил Ишков обаче не проявява особена активност и на следващия конгрес е сменен с Пандил Шанев. Член е на църковното настоятелство на черквата Св. Николай при Българската Толидска епархия. Развива ресторантьорски бизнес със съдружниците си Васил Личин и Кирияк Геров, които също са членове на МПО. В ресторанта им се предлага известния хотдог от Кони Айлънд.
Умира на 15 юни 1961 година във Форт Уейн.